# 哥伦比亚原住民权力机构
哥伦比亚原住民权力机构（西班牙語：Autoridades Indígenas de Colombia）是哥伦比亚一个原住民主义政党。它成立于1978年。1991年8月15日，注册为政党。哥伦比亚原住民权力的政治、社会和文化运动，源于争取土地和捍卫原住民权利的斗争。自1991年《宪法》颁布以来，该党一直在参与国家的政治活动，并提出了一种模式，其功能来自于地域性，自治，身份，自己的历史，参与，多样性和跨文化原则，体现在哥伦比亚社会和原住民之间的关系中。

## 人物
- 曼努埃尔·拜罗·帕尔丘坎·钦加尔：洛斯帕斯托斯镇的原住民领袖，曾任卡里萨马、纳里尼奥市长。现为哥伦比亚原住民选区的参议员。[3]